# Daubrée (Mondkrater)
Daubrée ist ein Einschlagkrater südöstlich des Mare Serenitatis und liegt westsüdwestlich des Kraters Menelaus im Bereich der Montes-Haemus-Bergkette. Das kleine Mare Lacus Hiemalis umschließt seinen südwestlichen Rand.
Der Krater weist eine hufeisenförmige Struktur mit der Öffnung nach Nordwesten auf. Das Kraterinnere wurde von basaltischer Lava überflutet, die einen ebenen, strukturlosen Kraterboden bildet.
Der Kraterrand zeigt im südlichen Bereich einen niedrigen Einschnitt, und am Ostrand stellen niedrige Hügelketten die Verbindung zu den Montes Haemus her.
Daubrée war als Menelaus S bekannt, ehe die Internationale Astronomische Union (IAU) ihm 1973 eine eigene Bezeichnung zuwies.